# Camponotus brevicollis
Camponotus brevicollis är en myrart som beskrevs av Hermann Stitz 1916. Camponotus brevicollis ingår i släktet hästmyror, och familjen myror. Inga underarter finns listade.